# Находкинская мечеть
Находкинская мечеть — исламский культурный центр в Находке. Открыта 24 октября 2006 года на склоне сопки Лебединой.
Первая в Приморском крае мечеть была построена при поддержке местной татарской общины. Представляет собой 2-этажное здание, построенное в аскетическом стиле из красного кирпича. Высота минарета 21 метр. Мечеть способна вмещать до 500 человек. На пятничные молитвы в ней собираются около 100 человек, в основном мигранты из Средней Азии.
Мулла мечети — Абдул Басид.